# Rebordões (Ponte de Lima)
Souto de Rebordões era um antigo concelho de Portugal, constituído pelas freguesias de Santa Maria de Rebordões e Souto de Rebordões, que foi extinto pela Reforma de Passos Manuel, operada pelo Decreto de 6 de Novembro de 1836, que juntamente com este pequeno concelho extinguiu outros 497 concelhos em Portugal Continental, de forma a permitir “criar circunscrições municipais maiores”.[carece de fontes?]
O concelho de Souto de Rebordões foi então extinto e as suas duas freguesias foram integradas no atual concelho de Ponte de Lima.
A sede do pequeno município era na freguesia de Souto de Rebordões.
Foi município entre o século XII e o século XIX.
Localizava-se este antigo concelho entre os termos da vila de Ponte de Lima, a freguesia da Correlhã e os coutos de Queijada, Cabaços e Feitosa.
Como se sabe, porém, Souto significa mata, bosque expeço, mata de castanheiros. Ora realmente observam-se bastantes castanheiros na região e, no passado teria havido, na freguesia, muitos mais, donde o topónimo Souto poderá advir.
Tinha, em 1801, apenas 913 habitantes.